# Stratiomys lindneriana
Stratiomys lindneriana är en tvåvingeart som först beskrevs av Nartshuk och Rozkosny 1984.  Stratiomys lindneriana ingår i släktet Stratiomys och familjen vapenflugor. Inga underarter finns listade i Catalogue of Life.